# HD154458
HD154458 — хімічно пекулярна зоря спектрального класу
B9 й має видиму зоряну величину в смузі V приблизно  8,3.

## Пекулярний хімічний склад
Зоряна атмосфера HD154458 має підвищений вміст 
Si
.